# Коробейников, Трифон
Три́фон Коробе́йников — русский писатель, паломник и путешественник конца XVI века, московский купец.
В 1582 году по повелению Иоанна IV отправился на Афон с милостыней об упокоении души убитого отцом царевича Ивана. Он прожил 7 месяцев в Константинополе и вернулся в 1584 году. С 1588 года упоминается в списках дьяков. Вторично Коробейников путешествовал в Константинополь и в Палестину в 1593 году и привез в Москву модель Гроба Господня.
Из всех паломников пользовалось наиболее громкой известностью так называемое «Хожение» Коробейникова. Оно встречается в огромном количестве списков (более 200) и в течение одного только XIX века выдержало не менее 40 изданий. Оно так ценилось в старину, что нередко помещалось целиком в хронографы и имело авторитет священной книги. Один из персонажей «Вечеров на хуторе близ Диканьки», к примеру, рассуждает:
Истинно удивительно, государь мой, как подумаешь, что простой мещанин прошёл все места эти. Более трёх тысяч верст, государь мой! Более трёх тысяч верст. Подлинно, его сам Господь сподобил побывать в Палестине и Иерусалиме. <...> Истинное услаждение души и сердца! Теперь таких книг не печатают.
Исследования Ивана Забелина (1884) и Хрисанфа Лопарёва (1889) показали, что «Хожение» в значительной своей части не принадлежит Коробейникову и есть не что иное, как пересказ записок более раннего паломника, Василия Познякова (1558 г.).
Несомненно принадлежит Коробейникову «Описание пути от Москвы до Царьграда» (1594) и «Отчет московскому правительству» (1594) в розданных деньгах во время второго посольства в Константинополь вместе с дьяком Огарковым, по поручению царя Феодора.